# Haagse RegioCitadis

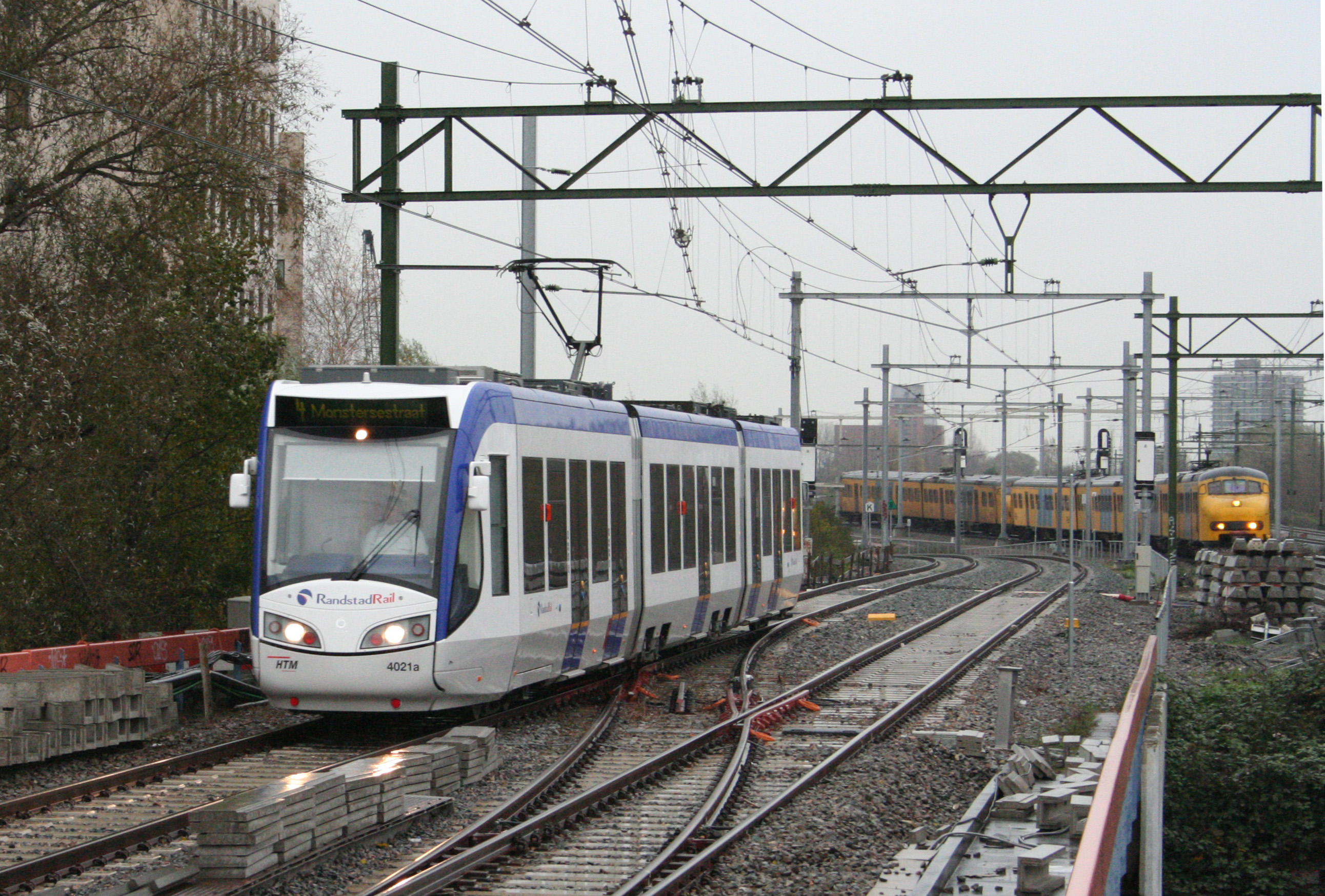
Een RegioCitadis nabij Station Den Haag Laan van NOI; 16 november 2006.

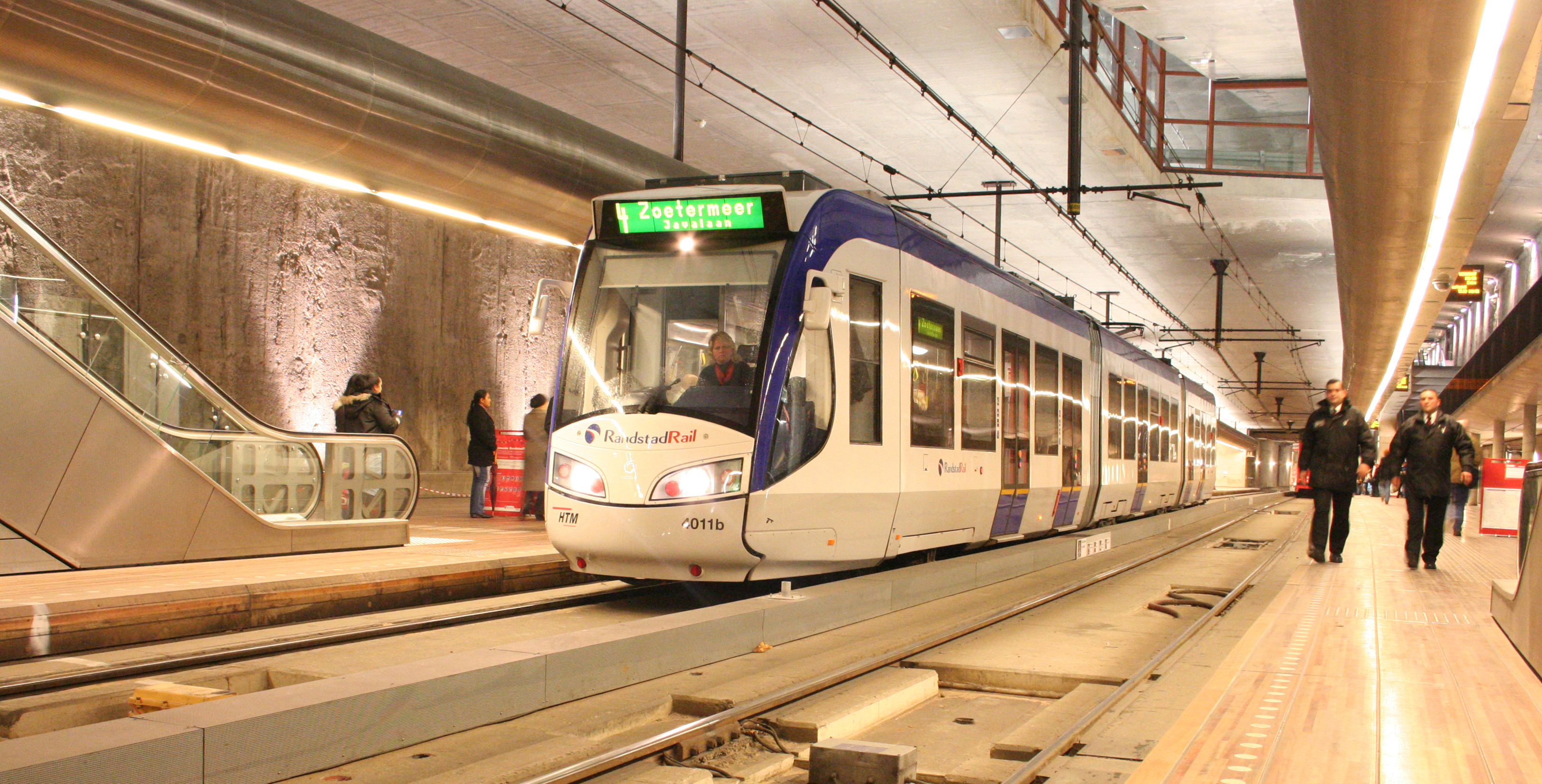
Een RegioCitadis in de Haagse tramtunnel; 16 november 2006.

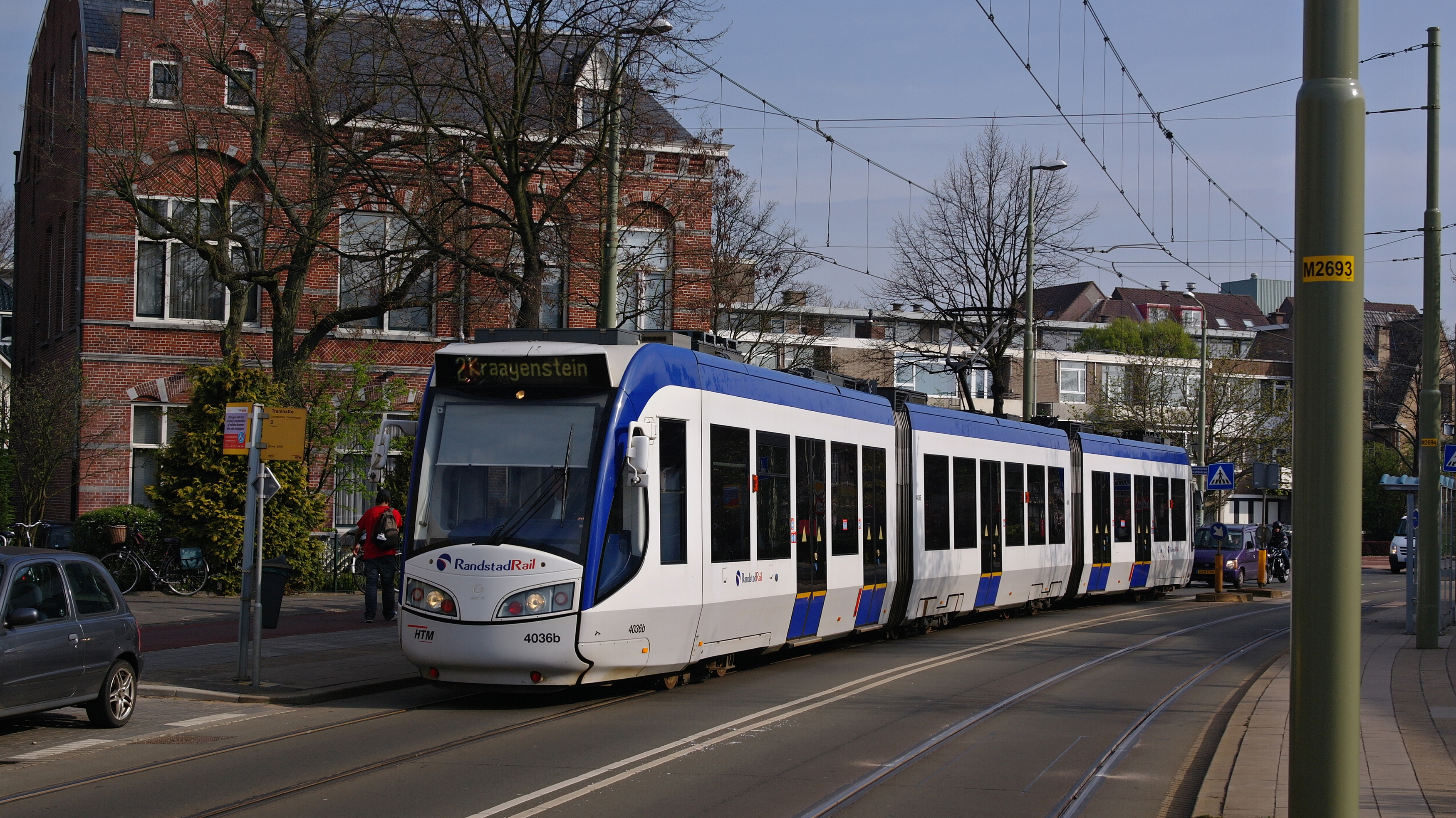
RegioCitadis 4036 op lijn 2, Loosduinen. Op de achtergrond het vroegere hoofdkantoor van de WSM; 25 april 2012.

De Haagse RegioCitadis is een sneltram voor regionaal gebruik van de Franse fabrikant Alstom met 70% lagevloer en een breedte van 2,65 m.

## Bouw
Het Haagse wagenpark bestaat uit een totaal van 71 RegioCitadissen; in 2014 raakten twee stuks beschadigd en zijn tot een exemplaar samengevoegd. Alle 72 wagens werden over de weg per dieplader naar Den Haag getransporteerd.

### Eerste serie
De Haagse vervoermaatschappij HTM heeft voor de tramlijnen van RandstadRail op de routes Loosduinen – Zoetermeer Centrum-West (RR 3) en De Uithof – Lansingerland-Zoetermeer (NS) (RR 4) 50 van deze trams besteld, met een vervolgoptie van nog eens 22 stuks. Vier daarvan werden direct toegevoegd aan de serie van 50, wat het totaal op 54 bracht. Deze eerste serie (4001-4054) werd tussen eind februari 2006 en april 2007 in Den Haag afgeleverd en is gebouwd door de Duitse vestiging van Alstom in Salzgitter (de voormalige Linke-Hofmann-Busch-fabriek).

### Tweede serie
HTM heeft in november 2008 de vervolgserie van 18 RegioCitadissen (4055-4072) besteld. Deze tweede serie werd in 2011 geleverd door de vestiging in het Duitse Reichshoffen (de voormalige fabriek van De Dietrich Ferroviaire). Hier zijn de wagenbakken gebouwd en vond de assemblage plaats. Draaistellen en andere onderdelen werden gefabriceerd in Salzgitter en bij toeleveringsbedrijven en werden prefab aangeleverd in Reichshoffen.

## Inzet in de reizigersdienst
De RegioCitadis is in eerste instantie aangeschaft voor de inzet op lijn 3 en 4 van RandstadRail en de kort-trajectlijnen 3K (Den Haag De Savornin Lohmanplein – Den Haag Centraal v.v.) en 4K (Den Haag Monstersestraat – Lansingerland-Zoetermeer v.v.) die alleen tijdens de spitsuren rijden. Op lijn 4K reden sinds augustus 2011 ook koppelstellen, voor extra capaciteit. Van begin 2012 tot begin 2016 reden de wagens ook op tramlijn 2, die speciaal geschikt was gemaakt voor dit bredere materieel. Sinds medio 2013 wordt de RegioCitadis ook ingezet op lijn 19. Hiervoor is de infrastructuur van lijn 19 op diverse plaatsen aangepast. Sindsdien werden de in- en uitrukritten voor lijn 19 met de RegioCitadis gereden onder lijnnummer 2, ook toen deze lijn overschakelde naar de nieuwe Avenio. Met de jaardienstregeling 2017 is de RegioCitadis echter ook overdag weer vaker in de reguliere inzet op lijn 2 te zien, in een gemengd bedrijf met de Avenio.

## Koppelstellen
Op lijn 4K werden doorgaans koppelstellen ingezet, dat wil zeggen dat er twee trams met elkaar verbonden kunnen worden in treinschakeling. Dit gaat middels de Scharfenbergkoppeling, een type automatische koppeling. Vanuit de bestuurderscabine kan de boegklep met een schakelaar elektrisch omhoog worden gedaan waarna de koppeling onder de tram vandaan uitzwaait. Hierna kunnen trams gekoppeld worden met een andere tram. Zodra deze mechanisch gekoppeld zijn, wordt automatisch een elektrische koppeling tot stand gebracht die alle elektrische signalen doorgeeft.
Technisch is het mogelijk om vier trams te koppelen, maar in de reizigersdienst bestaat een koppelstel uit maximaal twee trams omdat de perrons niet langer zijn. Een koppelstel van ongeveer 76 meter lang is de langste tram die in Nederland door een stad rijdt. De wagens 4026-4054, die niet beschikken over een automatische koppeling, kunnen alleen als enkele wagen rijden.
Het rijden met koppelstellen was in de jaardienstregeling Haaglanden voor 2014 en 2015 niet mogelijk (althans in de reguliere dienst), omdat de frequentie op lijn 2 werd verhoogd en hiervoor meer materieel nodig was. Sinds de jaardienstregeling 2016 reden er weer koppelstellen in de reguliere dienst in de spits op lijn 4K. Omdat de lijnen 3 en 4 met losse wagens rijden vertrekken de lijnen 4 en 4K met een verkeerstussenpoos van 5 minuten, lijn 3 vertrekt 2 minuten na lijn 4 en lijn 4K 5 minuten na lijn 3 zodat de grotere capaciteit gelijkmatig wordt verdeeld over de uren van de dienstregeling. Na de instelling van lijn 34 in 2020 rijdt lijn 4K niet meer.

## Interieur

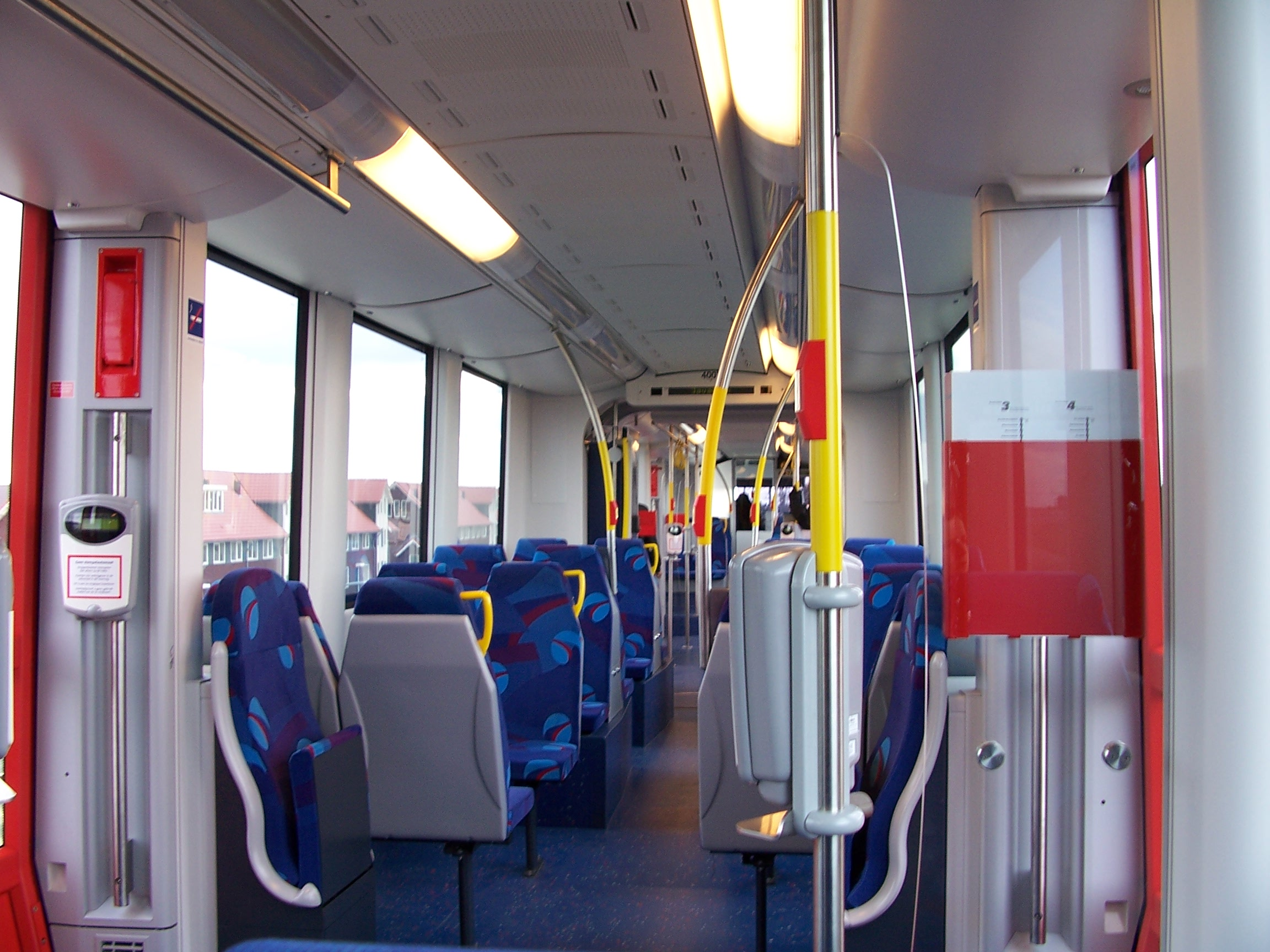
Interieur van RandstadRail.
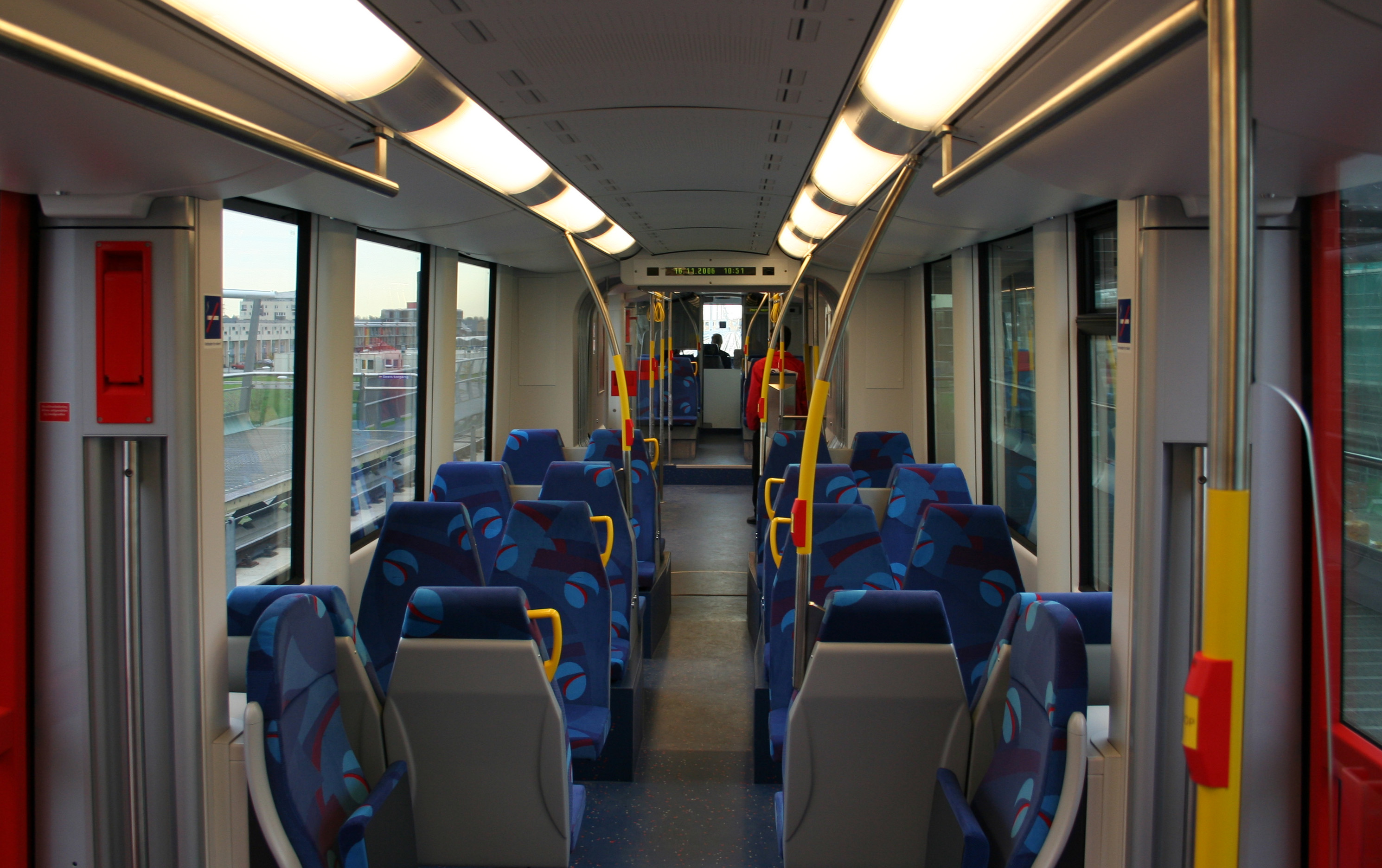
Interieur van de middenbak.
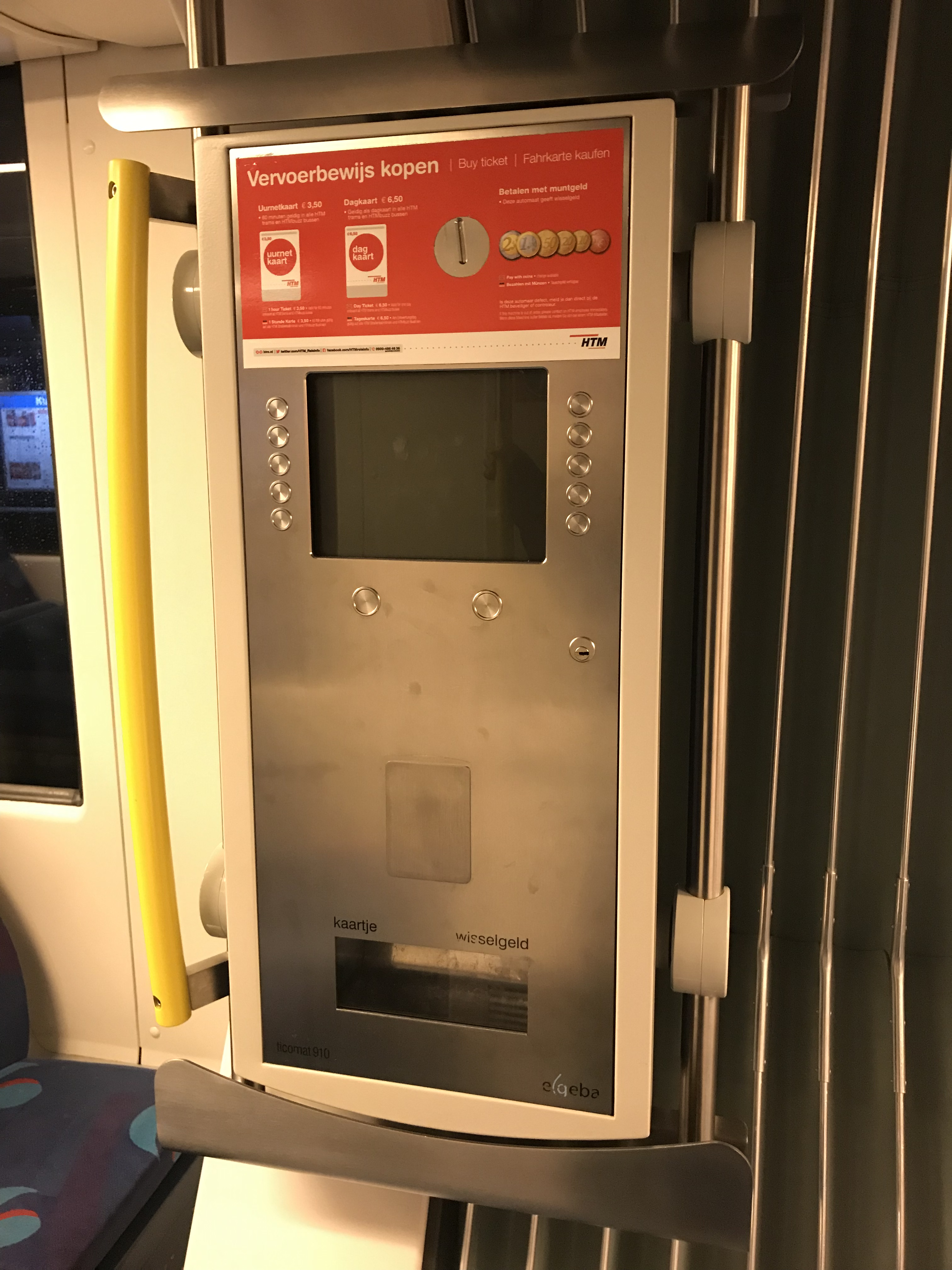
Oude kaartjesautomaat. Tot begin 2019 waren ze in gebruik.
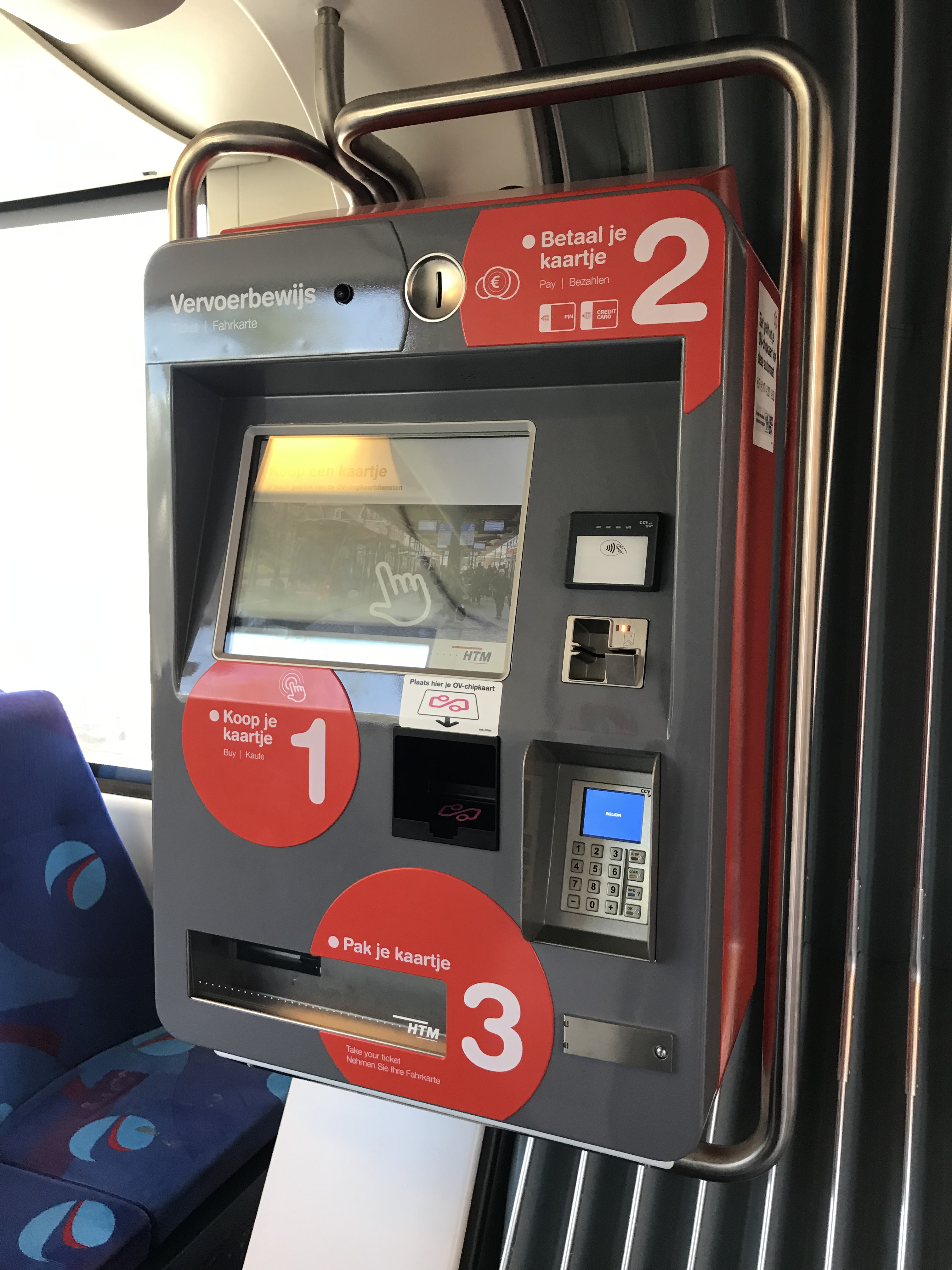
Nieuwe kaartjesautomaat. Sinds 2019 in gebruik.

Lijnen:
 3  RandstadRail 3 · 
 4  RandstadRail 4 · 
 34  RandstadRail 34 · 
 E  Metrolijn E · 
 170  Buslijn 170 · 
 173  Buslijn 173
Materieelseries:
HTM 4000 · 
RET 5500 · 
RET 1200